# Jan Christian Vestre

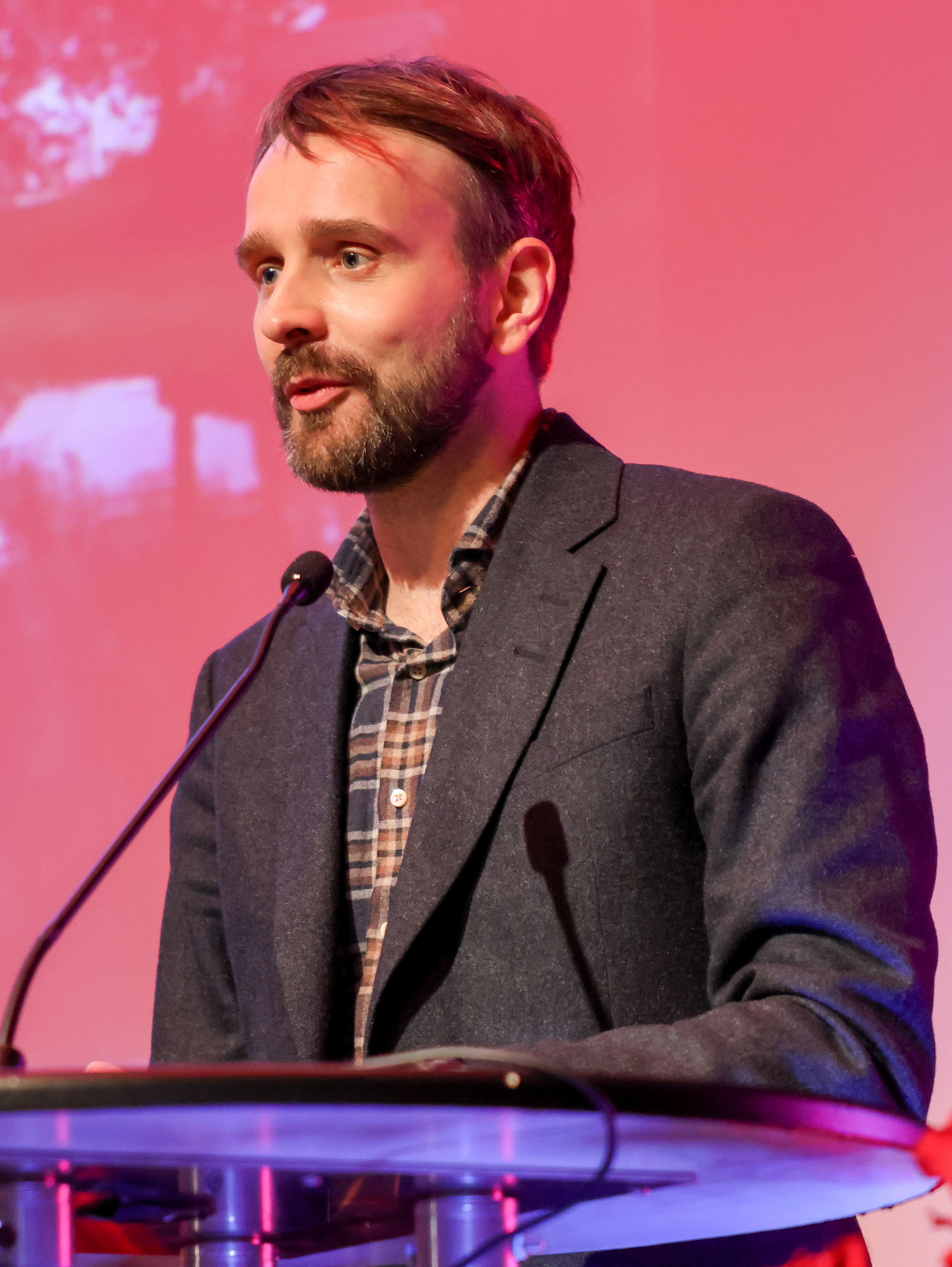
Jan Christian Vestre, 2024

Jan Christian Vestre (* 9. Oktober 1986 in Haugesund) ist ein norwegischer Unternehmer und Politiker der Arbeiderpartiet (Ap), deren stellvertretender Vorsitzender er seit Mai 2023 ist. Seit April 2024 ist er der Gesundheits- und Pflegeminister seines Landes. Von Oktober 2021 bis April 2024 fungierte er als Wirtschaftsminister.

## Leben
Vestre zog in seiner frühen Kindheit aus Haugesund nach Oslo. In seiner Jugend wurde er zunächst Mitglied der Parteijugend der Kristelig Folkeparti (KrF). Später ging er zur Ap-Jugend, dem Arbeidernes Ungdomsfylking (AUF), über. Vestre stand von 2006 bis 2007 der Schülerorganisation Elevorganisasjonen vor, von 2007 bis 2009 fungierte er als politischer Berater des damaligen AUF-Vorsitzenden Martin Henriksen. Im Jahr 2010 begann Vestre Rechtswissenschaften zu studieren. Beim Anschlag auf der Insel Utøya am 22. Juli 2011 war Vestre beim dort stattfindenden AUF-Lager anwesend. Von 2013 bis 2017 leitete er den Wiederaufbau in Utøya.
Als sein Vater, Eigentümer einer Möbelfirma, im Jahr 2012 starb, arbeitete Jan Christian Vestre als politischer Berater der Arbeiderpartiet-Fraktion im norwegischen Nationalparlament Storting. Vestre übernahm daraufhin im Alter von 25 Jahren den Möbelbetrieb seiner Familie. Das Unternehmen stellt Möbel für den öffentlichen Raum her. Von Juni bis Oktober 2013 arbeitete er als politischer Referent im Wirtschafts- und Handelsministerium unter Minister Trond Giske. Anschließend kehrte er zu seiner Tätigkeit in der Möbelfirma zurück. Im Jahr 2017 schloss er sein Studium der Rechtswissenschaften mit einem Masterabschluss ab.
Am 14. Oktober 2021 wurde Vestre zum Wirtschaftsminister in der neu gebildeten Regierung Støre ernannt. Im Mai 2023 wählte seine Partei ihn und Tonje Brenna zum neuen Duo der stellvertretenden Parteivorsitzenden. Nachdem seine Parteikollegin Ingvild Kjerkol aus der Regierung austreten musste, wurde Vestre am 19. April 2024 zum neuen Gesundheits- und Pflegeminister ernannt.